# Ruská Poruba, Humenné
Ruská Poruba este o comună slovacă, aflată în districtul Humenné din regiunea Prešov. Localitatea se află la altitudinea de 242 m deasupra n.m., se întinde pe o suprafață de 12,03 km2 și în 2017 număra 228 de locuitori.

## Istoric
Localitatea Ruská Poruba este atestată documentar din 1454.

## Demografie
| An:                | 1994 | 2004   | 2014    | 2024    |
| ------------------ | ---- | ------ | ------- | ------- |
| Număr de persoane: | 276  | 286    | 238     | 205     |
| Diferență:         |      | +3,62% | −16,78% | −13,86% |

| An:                | 2023 | 2024   |
| ------------------ | ---- | ------ |
| Număr de persoane: | 199  | 205    |
| Diferență:         |      | +3,01% |